# 七叶薯蓣
七叶薯蓣（学名：Dioscorea esquirolii）是薯蓣科薯蓣属的植物，是中国的特有植物。分布在中国大陆的广西、云南、贵州等地，生长于海拔600米至1,430米的地区，常生于山坡以及山谷林下阴湿处，目前尚未由人工引种栽培。模式标本采自贵州边阳。
块茎入药，民间用来治跌打损伤。

## 别名
盘参有、血参、七爪金龙（广西）